# Akif Pirim
Mehmet Âkif Pirim (* 17. September 1968 in Rize) ist ein ehemaliger Ringer, der für die Türkei und für Aserbaidschan startete. Er wurde 1992 Olympiasieger im griechisch-römischen Stil im Federgewicht.

## Werdegang
Mehmet Akif Pirim begann als Jugendlicher 1984 beim Sportclub Rize Çaykurspor mit dem Ringen, wobei er sich auf den griechisch-römischen Stil konzentrierte. Später wechselte er zu dem renommierten türkischen Sportclub TEDAŞ Spor Kulübü nach Ankara. Bei einer Größe von 1,60 Metern kämpfte er im Federgewicht. Während seiner Laufbahn hatte er eine ganze Reihe von hervorragenden Trainern. Es waren dies Vayramali Karaali, Osman Destebasi, Gennadi Sapunow, Bilal Tabur, Ömer Suzan, Mehmet Acak, Haluk Koc und Yakup Topuz. Neben dem Ringen absolvierte er ein Sportstudium an einer Universität.
Seine internationale Laufbahn begann im Jahre 1988 mit der Teilnahme an der Junioren-Weltmeisterschaft (Altersgruppe Espoirs) in Wałbrzych/Polen. Er belegte dabei im Bantamgewicht den 7. Platz. Dies blieb sein einziger Start bei einer internationalen Meisterschaft im Nachwuchsbereich. Sein Debüt bei einer internationalen Meisterschaft bei den Senioren gab er im Jahre 1991 bei der Europameisterschaft in Aschaffenburg. Er erreichte dort im Federgewicht den 9. Platz. Im gleichen Jahr siegte er bei den Mittelmeer-Spielen in Athen vor Denni Urbinato aus Italien. Seinen ersten großen Erfolg feierte er dann im September 1991 bei der Weltmeisterschaft in Warna. Er kam dort im Federgewicht bis in das Finale, in dem er gegen Sergei Martynow aus der Sowjetunion bis kurz vor Schluss mit 1:0 Punkten führte, dann aber noch eine größere Wertung abgeben musste und so diesen Kampf doch noch verlor. Er wurde damit Vize-Weltmeister.
Bei der Europameisterschaft 1992 in Kopenhagen kam Mehmet Akif Pirim u. a. zu einem Punktsieg über Mario Büttner aus Deutschland, landete aber insgesamt nur auf dem 7. Platz. Vom neuen türkischen Nationaltrainer, dem ehemaligen Cheftrainer der sowjetischen Nationalmannschaft im griechisch-römischen Ringen Gennadi Sapunow, bestens vorbereitet, trat er dann bei den Olympischen Spielen in Barcelona an. Er kam im Federgewicht zu Siegen über Juan Luis Marén, Kuba (3:2 Punkte nach Verlängerung), Usama Azis, Schweden (5:0), Stanislaw Grigorjew, Bulgarien (2:1), Jenő Bódi, Ungarn (7:3) und über den amtierenden Welt- und Europameister Sergei Martynow, den er mit 13:2 Punkten regelrecht deklassierte. Er wurde damit Olympiasieger.
1993 startete Mehmet Akif Pirim bei der Europameisterschaft in Istanbul. Er verlor dort seinen ersten Kampf gegen Sergei Martynow, der sich für seine klar  Niederlage bei den Olympischen Spielen mit einem klaren Sieg (9:0 Punkte) revanchieren konnte. In der Trostrunde erkämpfte sich Mehmet Akif Pirim aber noch mit Siegen über Alexander Dawidowitsch, Israel, Mchitar Manukjan, Armenien und Georgi Saskavez, Weißrussland eine Bronzemedaille. Nach Auswertung der bei dieser Meisterschaft vorgenommenen Dopingproben wurde er allerdings des Dopings überführt. Die gewonnene Bronzemedaille wurde ihm aberkannt und er wurde bis zum 9. Mai 1997 gesperrt. 1995 wurde er jedoch von einem inkonsequenten Schiedsgericht der FILA begnadigt und konnte ab 1995 wieder an internationalen Meisterschaften teilnehmen.
Bei der Europameisterschaft 1995 in Besançon erreichte er im Federgewicht den 6. Platz und bei der Weltmeisterschaft 1996 in Prag, bei der er Niederlagen gegen Wlodzimierz Zawadzki, Polen und Mchitar Manukjan hinnehmen musste, kam er gar nur auf den 12. Platz. Besser schnitt er wieder bei der Europameisterschaft 1996 in Budapest ab, wo er den 5. Platz belegte. Eine bessere Platzierung verhinderte Sergei Martynow, der bei dieser Meisterschaft gegen Mehmet Akif Pirim gewann. In hervorragender Form stellte er sich dann wieder bei den Olympischen Spielen 1996 in Atlanta vor. Er verlor dort seinen ersten Kampf gegen Iwan Radnew, Bulgarien, weil er vom vielen Abtrainieren noch geschwächt war. Danach, durch Flüssigkeits- und Nahrungsaufnahme gestärkt, startete er einen einmaligen Siegeszug, konnte aber mit seinen Siegen über Winston Santos Fuentos, Venezuela, Hu Guohong, China, Ahad Pazaj, Iran, Mchitar Manukjan, Hryhorij Komyschenko, Ukraine und Koba Guliaschwili, Georgien nur mehr eine Bronzemedaille erkämpfen.
1997 kam dann das überraschende Ende für Mehmet Akif Pirim als Nr. 1 seiner Gewichtsklasse in der türkischen Ringernationalmannschaft. Er wurde von Şeref Eroğlu bei der türkischen Meisterschaft besiegt und kam auch künftig nicht mehr an diesem Ringer, der übrigens 1997 gleich Weltmeister wurde, vorbei. Zu Beginn des Jahres 1999 wechselte er deshalb die Staatsbürgerschaft und wurde Aserbaidschaner. Für Aserbaidschan startete er dann auch bei der Weltmeisterschaft 1999 in Athen. Er kam dort zu einem Sieg über Emil Budinow, Bulgarien und Christos Gikas, Griechenland, verlor aber dann gegen Park Young-shin, Südkorea. Er belegte mit diesen Ergebnissen nur den 14. Platz und wurde vom aserbaidschanischen Ringerverband bei weiteren internationalen Meisterschaften nicht mehr berücksichtigt. Seine Ringerlaufbahn war damit beendet.
Er nahm wieder die türkische Staatsbürgerschaft an und ist nunmehr als Trainer und Ringerfunktionär tätig.

## Internationale Erfolge
| Jahr | Platz  | Wettbewerb                                | Gewichtsklasse | Ergebnisse |
| 1988 | 7.     | Junioren-EM (Espoirs) in Wałbrzych        | Bantam         | Sieger: Ryszard Wolny, Polen vor Kamo Ambarzumjan, UdSSR |
| 1991 | 9.     | EM in Aschaffenburg                       | Feder          | Sieger: Wlodzimierz Zawadzki, Polen vor Mario Büttner, Deutschland und Gennadi Atmakin, UdSSR |
| 1991 | 1.     | Mittelmeer-Spiele in Athen                | Feder          | vor Denni Urbinati, Italien und Woitschislaw Matic, Jugoslawien |
| 1991 | 2.     | WM in Warna                               | Feder          | hinter Sergei Martynow, UdSSR, vor Juan Luis Marén, Kuba und Huh Byung-ho, Südkorea |
| 1992 | 1.     | Großer Preis von Deutschland in Dortmund  | Feder          | vor Constantin Dodita, Rumänien und Stanislaw Grigorjew, Bulgarien |
| 1992 | 7.     | EM in Kopenhagen                          | Feder          | Sieger: Sergei Martynow vor Hugo Dietsche, Schweiz und Jenö Bodi, Ungarn |
| 1992 | Gold   | OS in Barcelona                           | Feder          | nach Siegen über Juan Luis Marén, Usama Aziz, Schweden, Stanislaw Grigorjew, Jenö Bodi und Sergei Martynow |
| 1993 | 11.    | Großer Preis von Deutschland in Koblenz   | Feder          | Sieger: Sergei Martynow vor Wlodzimierz Zawadzki und Jenö Bodi |
| 1993 | 1.     | Mittelmeer-Spiele in Languedoc-Roussillon | Feder          | vor Konstantinos Arkoudeas, Griechenland und Thierry Bastien, Frankreich |
| 1995 | 1.     | Militär-WM in Rom                         | Feder          | vor Wlodzimierz Zawadzki und Pawel Charow, Russland |
| 1995 | 6.     | EM in Besançon                            | Feder          | Sieger: Wlodzimierz Zawadzki vor Sergei Martynow und Igor Petrenko, Weißrussland |
| 1995 | 12.    | WM in Prag                                | Feder          | nach Niederlagen gegen Wlodzimierz Zawadzki und Mchitar Manukjan, Armenien |
| 1996 | 5.     | EM in Budapest                            | Feder          | hinter Sergei Martynow, Hryhorij Komyschenko, Ukraine, Mchitar Manukjan und Wlodzimierz Zawadzki |
| 1996 | Bronze | OS in Atlanta                             | Feder          | nach einer Niederlage gegen Iwan Radnew, Bulgarien und Siegen über Winston Santos Fuentes, Venezuela, Hu Guohong, China, Ahad Pazaj, Iran, Mchitar Manukjan, Hryhorij Komyschenko und Koba Guliaschwili, Georgien |
| 1997 | 1.     | Mittelmeer-Spiele in Bari                 | Feder          | vor Thierry Bastien und Aristidis Rubanjan, Griechenland |
| 1998 | 17.    | FILA-Test-Turnier in Faenza               | Leicht         | Sieger: Liubal Colas Oris, Kuba vor David S. Zuniga, USA |
| 1999 | 14.    | WM in Athen                               | Feder          | nach Siegen über Emil Budinow, Bulgarien und Christos Gikas, Griechenland und einer Niederlage gegen Park Young-shin, Südkorea                                                                                    |

## Erläuterungen
- alle Wettkämpfe im griechisch-römischen Stil
- OS = Olympische Spiele, WM = Weltmeisterschaft, EM = Europameisterschaft
- Bantamgewicht, bis 1996 bis 57 kg, Federgewicht, bis 1996 bis 62 kg, von 1997 bis 2001 bis 63 kg, Leichtgewicht, von 1997 bis 2001 bis 69 kg

## Auszeichnungen
- 1992: Sedat-Simavi-Preis für Sport